# Suecia en los Juegos Olímpicos de Los Ángeles 1932
Suecia estuvo representada en los Juegos Olímpicos de Los Ángeles 1932 por un total de 81 deportistas que compitieron en 12 deportes.  
El portador de la bandera en la ceremonia de apertura fue el pentatleta Bo Lindman.

## Medallistas
El equipo olímpico sueco obtuvo las siguientes medallas:
| Nombre                                                                             | Deporte            | Competición                      |
| ---------------------------------------------------------------------------------- | ------------------ | -------------------------------- |
| Oro                                                                                |                    |                                  |
| Erik Malmberg                                                                      | Lucha grecorromana | 66 kg M                          |
| Ivar Johansson                                                                     | Lucha grecorromana | 72 kg M                          |
| Rudolf Svensson                                                                    | Lucha grecorromana | 87 kg M                          |
| Carl Westergren                                                                    | Lucha grecorromana | +87 kg M                         |
| Ivar Johansson                                                                     | Lucha libre        | 79 kg M                          |
| Johan Richthoff                                                                    | Lucha libre        | +87 kg M                         |
| Johan Gabriel Oxenstierna                                                          | Pentatlón moderno  | Individual M                     |
| Bertil Rönnmark                                                                    | Tiro               | Rifle en posición tendida 50 m M |
| Tore Holm Martin Hindorff Olle Åkerlund Åke Bergqvist                              | Vela               | 6 Metre M                        |
| Plata                                                                              |                    |                                  |
| Erik Svensson                                                                      | Atletismo          | Triple salto M                   |
| Thure Ahlqvist                                                                     | Boxeo              | Ligero (61,2 kg) M               |
| Bertil Sandström (Kreta) Thomas Byström (Gulliver) Gustaf Adolf Boltenstern (Ingo) | Hípica             | Doma por eqs.                    |
| Thure Sjöstedt                                                                     | Lucha libre        | 87 kg M                          |
| Bo Lindman                                                                         | Pentatlón moderno  | Individual M                     |
| Bronce                                                                             |                    |                                  |
| Allan Carlsson                                                                     | Boxeo              | Pluma (57,2 kg) M                |
| Bernhard Britz                                                                     | Ciclismo en ruta   | Contrarreloj ind. M              |
| Arne Berg Bernhard Britz Sven Höglund                                              | Ciclismo en ruta   | Contrarreloj por eqs. M          |
| Clarence von Rosen (Empire)                                                        | Hípica             | Saltos ind.                      |
| Clarence von Rosen (Sunnyside Maid)                                                | Hípica             | Concurso completo ind.           |
| Axel Cadier                                                                        | Lucha grecorromana | 79 kg M                          |
| Einar Karlsson                                                                     | Lucha libre        | 61 kg M                          |
| Gustaf Klarén                                                                      | Lucha libre        | 66 kg M                          |
| Gunnar Asther Daniel Sundén-Cullberg                                               | Vela               | Star M                           |